# Ян Гресгофф
Ян Гресгофф (нід. Jan Greshoff; *15 грудня 1888, Нів-Гелвут — 19 березня 1971, Капстад) — нідерландський журналіст і письменник, поет і літературний критик. Лауреат Нідерландської премії Константина Гюйгенса (Constantijn Huygensprijs, 1896).

## Біографія
Гресгофф почав працювати журналістом від 1908 року, в тому числі у періодичних виданнях Dagblad van Zuid-Holland en 's Gravenhage та тижневику De Hofstad. Від 1916 року працював у мистецький редакції De Telegraaf. У 1920—23 роках він був редактором Nieuwe Arnhemse Courant. Потім він почав працювати вільним журналістом і дописувачем.
Найвідомішою поезією Гресгоффа є Liefdesverklaring.
Літературний дебют Гресгоффа — Lumen, збірка віршів на основі сценарію балету.
Потому були багато томів, включаючи Aardsch en Hemelsch (1926) та Ikaros bekeerd (1938). У книжці Afscheid van Europa (1969, «Прощання з Європою») автор озирається у своє літературне і життєве минуле, в тому числі наводить спогади про його численних знаменитих друзів Адріана Роланда Голста (Adriaan Roland Holst), Якоба Корнеліса Блума (Jakobus Cornelis Bloem) та Яна Слауергоффа.
Бельгійський нідерландськомовний письменник Віллем Елсхот свій роман Kaas (1933, «Сир») присвятив Гресгоффу.
Деякий час Ян Гресгофф проживав у Бельгії та Південній Африці.